# Bez słów (film)
Bez słów (międzynar. tytuł ang. Speechless; chiń. 無言; pinyin Wu yan) − dramat filmowy z 2012 roku, zrealizowany jako koprodukcja Hongkongu z Chinami. Film został napisany przez Simona Chunga i Lü Yulaia oraz wyreżyserowany przez samego Chunga. Światowa premiera obrazu odbyła się 30 marca 2012 w trakcie London Lesbian and Gay Film Festival w Anglii. W 2014 film został wydany w Polsce, w serwisie VOD OutFilm.pl.

## Opis fabuły
Chiny. Bohaterem filmu jest młody Francuz Luke, który zostaje znaleziony nagi, u brzegu rzeki. Trafia do szpitala psychiatrycznego, gdzie opiekuje się nim pielęgniarz Jiang. Luke milczy, nie jest w stanie wypowiedzieć ani słowa. Wkrótce Jiang poznaje tragiczną historię miłości Europejczyka do chińskiego studenta Hana Donga. Odnosząc się do fabuły filmu, Simon Chung powiedział: "Dla wielu ludzi w Chinach Zachód oznacza wolność, zarówno wolność od czegoś jak i wolność do czegoś. Han i Jiang, obaj Chińczycy, którzy zakochują się w Luke'u, widzą w nim szansę na ucieczkę od ich codzienności. W dzisiejszych czasach nie jest wcale pewne, czy taka ucieczka jest w ogóle możliwa."

## Obsada
- Pierre-Matthieu Vital − Luke
- Qilun Gao − Xiao Jiang
- Jian Jiang − Han Dong
- Yung Yung Yu − Xiao Ning
- Yu Ting Si Tu − Lan
- Shu Ling Lang − matka Xiao Jianga
- Shao Qiu Shen − dr. Lin